# 李宁之星自行车队
李宁之星自行车队（UCI隊碼：LNS），是一支中国公路自行车队，成立于2020年，在国际自行车联盟级別中属亚洲洲际车队。

## 队员名单

### 2024年
|          | 車手                | 出生日期       |
| -------- | ------------------- | -------------- |
| 中国     | 白利君              | 1988年11月19日 |
| 白俄罗斯 | 瓦西里·比亚利亚茨基 | 1995年12月21日 |
| 委內瑞拉 | 罗尼尔·坎波斯       | 1993年7月27日  |
| 中国     | 李鲁豪              | 1999年8月10日  |
| 中国     | 廉帅                | 2000年8月19日  |
| 中国     | 刘宇泽              | 2004年5月2日   |
| 新西兰   | 卢克·穆格韦         | 1996年6月12日  |

|          | 車手                | 出生日期       |
| -------- | ------------------- | -------------- |
| 中国     | 牛益逵              | 1994年8月2日   |
| 羅馬尼亞 | 克里斯蒂安·莱利安努 | 1993年1月24日  |
| 中国     | 邵俊旗              | 1998年9月11日  |
| 白俄罗斯 | 阿列克谢·斯尼尔科   | 1994年5月12日  |
| 中国     | 孙文涛              | 2000年12月17日 |
| 中国     | 朱言弘              | 2001年2月27日  |

### 2023年
|          | 車手                | 出生日期               |
| -------- | ------------------- | ---------------------- |
| 中国     | 白利君              | 1988年11月19日（34歲） |
| 白俄罗斯 | 瓦西里·比亚利亚茨基 | 1995年12月21日（27歲） |
| 委內瑞拉 | 罗尼尔·坎波斯       | 1993年7月27日（29歲）  |
| 希腊     | 佩里克利斯·伊利亚斯 | 1986年6月26日（36歲）  |
| 中国     | 姜治慧              | 1994年3月3日（28歲）   |
| 中国     | 李鲁豪              | 1999年8月10日（23歲）  |
| 中国     | 刘宇泽              | 2004年5月2日（18歲）   |

|          | 車手              | 出生日期               |
| -------- | ----------------- | ---------------------- |
| 中国     | 牛益逵            | 1994年8月2日（28歲）   |
| 中国     | 邵俊旗            | 1998年9月11日（24歲）  |
| 白俄罗斯 | 阿列克谢·斯尼尔科 | 1994年5月12日（28歲）  |
| 中国     | 孙文涛            | 2000年12月17日（22歲） |
| 中国     | 伊特格乐          | 1998年7月3日（24歲）   |
| 中国     | 朱言弘            | 2001年2月27日（21歲）  |

- 刘宇泽、比亚利亚茨基及坎波斯于2023年4月加入。
- 亨尼西及黄若晨于2023年6月5日退出。
- 伊利亚斯于2023年7月31日起加入。

### 2022年
|      | 車手   | 出生日期               |
| ---- | ------ | ---------------------- |
| 中国 | 白利君 | 1988年11月19日（33歲） |
| 中国 | 贾卫辉 | 1997年2月17日（24歲）  |
| 中国 | 姜治慧 | 1994年3月3日（27歲）   |
| 中国 | 牛益逵 | 1994年8月2日（27歲）   |
| 中国 | 申煜涛 | 2000年9月19日（21歲）  |
| 中国 | 苏浩钰 | 2000年10月26日（21歲） |

|      | 車手     | 出生日期               |
| ---- | -------- | ---------------------- |
| 中国 | 孙文涛   | 2000年12月17日（21歲） |
| 中国 | 王鑫     | 1992年10月26日（29歲） |
| 中国 | 魏祎博   | 2002年7月14日（19歲）  |
| 中国 | 伊特格乐 | 1998年7月3日（23歲）   |
| 中国 | 于泽     | 2000年4月17日（21歲）  |

- 白利君于2022年7月17日起加入。

### 2021年
|      | 車手   | 出生日期               |
| ---- | ------ | ---------------------- |
| 中国 | 鲍文强 | 1993年6月18日（27歲）  |
| 中国 | 毕文辉 | 1993年4月4日（27歲）   |
| 中国 | 郭振远 | 1998年1月27日（22歲）  |
| 中国 | 姜治慧 | 1994年3月3日（26歲）   |
| 中国 | 李津硕 | 1999年11月24日（21歲） |
| 中国 | 李文飞 | 2002年4月12日（18歲）  |

|      | 車手   | 出生日期               |
| ---- | ------ | ---------------------- |
| 中国 | 倪尔朋 | 2000年6月2日（20歲）   |
| 中国 | 牛益逵 | 1994年8月2日（26歲）   |
| 中国 | 苏浩钰 | 2000年10月26日（20歲） |
| 中国 | 王鑫   | 1992年10月26日（28歲） |
| 中国 | 薛富文 | 1996年3月7日（25歲）   |

### 2020年
|      | 車手   | 出生日期               |
| ---- | ------ | ---------------------- |
| 中国 | 鲍文强 | 1993年6月18日（26歲）  |
| 中国 | 郭振远 | 1998年1月27日（21歲）  |
| 中国 | 姜治慧 | 1994年3月3日（25歲）   |
| 中国 | 李津硕 | 1999年11月24日（20歲） |
| 中国 | 李鲁豪 | 1999年8月10日（20歲）  |

|          | 車手            | 出生日期              |
| -------- | --------------- | --------------------- |
| 中国     | 倪尔朋          | 2000年6月2日（19歲）  |
| 白俄罗斯 | 安德烈·皮亚斯昆 | 1992年12月6日（27歲） |
| 中国     | 申煜涛          | 2000年9月19日（19歲） |
| 中国     | 薛富文          | 1996年3月7日（23歲）  |
| 中国     | 郑佳伟          | 2000年1月10日（19歲） |

- 皮亚斯昆及薛富文于2020年6月加入。
- 彭鑫及王昆于2020年6月30日退出。

## 主要胜出赛事
2022年
环青海湖国际公路自行车赛
第1赛段（牛益逵）
第4赛段（申煜涛）
第7赛段（牛益逵）
2023年
成都天府绿道国际自行车赛第1赛段（姜治慧）
环黄山国际公路自行车赛第1赛段（姜治慧）
2025年
环泰国自行车赛总成绩（亚历山大·萨尔比）
第1赛段（西蒙·佩洛）
第2、3、5赛段（亚历山大·萨尔比）